# لاچویلی (آرکانزاس)
لاچویلی (آرکانزاس) (به انگلیسی: Leachville, Arkansas) یک شهر در ایالات متحده آمریکا با جمعیت ۱٬۹۸۱ نفر است که در آرکانزاس واقع شده‌است.

## موقعیت جغرافیایی
موقعیت جغرافیایی شهرها و مناطق اطراف به شرح زیر است: